# Tamara (2023)
Tamara ist ein deutscher Kinofilm aus dem Jahr 2023 in der Regie von Jonas Ludwig Walter, mit Linda Pöppel und Lina Wendel in den Hauptrollen. Er hatte im Januar 2023 Premiere beim 44. Filmfestival Max Ophüls Preis, bevor er am 12. Dezember 2023 im ZDF ausgestrahlt wurde. Der Film wurde unter anderem mit dem Grimme-Preis 2024 in der Kategorie „Fiktion“ ausgezeichnet.
Tamara kennt das Land, aus dem sie kommt, nicht mehr. Als ihre Familie zerbricht, kämpft Tamara um ihr Elternhaus, um ihre Beziehungen – und um ihre eigene Geschichte. Weitgehend autobiografisch erzählt Jonas Walter aus dem Blickwinkel der Nachwendegeneration.

## Handlung
Zwei Frauen – Mutter Barbara und Tochter Tamara – beide kommen aus der DDR, die eine hat sie erlebt, die andere nicht, denn Tamara ist 1990 geboren.
Tamara kommt nach längerer Abwesenheit zum runden Geburtstag ihres Vaters Karl zu Besuch in ihren Brandenburger Heimatort. Die Eltern haben den dreißig Jahre währenden Kampf um das Grundstück aufgegeben, auf dem ihr Elternhaus steht. Es ist ein rückübertragenes Grundstück, das nach der Wende von der Regelung Offener Vermögensfragen erfasst wurde, doch das Haus haben sie mit eigenen Händen und mit Unterstützung von Freunden gebaut. Die neuen Besitzer haben das Grundstück bereits verkauft, und die Eltern, die keinen Kredit aufnehmen wollten, um es selbst zu kaufen, sind schon damit beschäftigt, ihre Besitztümer zu sichten, um auszuziehen. Tamara trifft in dieser Zeit ihren Jugendfreund Rico, der inzwischen Bauunternehmer ist und im ehemaligen Kulturhaus des Ortes Linedance-Abende veranstaltet. Das Kulturhaus wurde bis zur Wende von Tamaras Mutter Barbara geleitet.
Innerhalb weniger Tage zerfällt das, was Tamara ihr Leben lang als Sicherheit, als Zuhause oder auch Heimat kannte: ihr Vater Karl kommt bei einem Verkehrsunfall auf der Autobahn ums Leben. Tamara und ihre Mutter Barbara ringen in den nachfolgenden Wochen um ihre Beziehung, die nicht von den gesellschaftlichen Entwicklungen loszulösen ist, in denen die Familie „entstanden, gewachsen und zerfallen ist“, wie es die Website zum Film beschreibt. Das Grundstück, so stellt sich heraus, hat Rico gekauft, der das Haus abreißen will und bereits Rodungsarbeiten im Garten beauftragt hat, ehe Karl starb, so dass die Fällarbeiten zur Unzeit beginnen. Rico entschuldigt sich später bei Tamara dafür.
Barbara und Tamara müssen nun das Haus räumen und tragen das Hab und Gut eines ganzen Ehe- und Familienlebens auf die Straße. Ein Gutachten für eine Entschädigungszahlung an Barbara wird in Auftrag gegeben, die als Friedhofsgärtnerin und ehemalige Kulturamtsleiterin nur mit einer geringen Rente zu rechnen hat. Und der Vermögenswert des Hauses ist durch die Rückübertragung dahin, der ihre Altersvorsorge sein sollte – doch die Zahlung fällt gering aus: „reicht immerhin für die Beerdigung – mit Blumen und mit Kuchen“, kommentiert die Mutter. Langsam nähern sich auch Mutter und Tochter wieder an. Tamara begleitet Barbara zur Rentenbehörde, da diese den bürokratischen Akt, der zur Beantragung einer Witwenrente nötig ist, nur schwer aushält. Dort erfährt Tamara, dass Karl nicht ihr leiblicher Vater war. Tamara ist wütend über die Lüge, doch während die beiden weiter zusammen das Haus ausräumen, hört sie sich die Tonbandaufnahmen ihres Vaters an, der Tontechniker war, und diese seit Tamaras Geburt tagebuchartig in seinem Kellerstudio aufgezeichnet und aufbewahrt hat. Ihr gelingt so ein Stück Vergangenheitsbewältigung, weil sie die Vergangenheit durch die Stimme ihres Vaters vermittelt bekommt und durch seine Augen zu sehen lernt.
Am Schluss des Filmes, nach der Seebestattung von Karls Asche, laufen Tamara und Barbara über einen Autobahn-Rastplatz und sprechen darüber, wie es zu dieser Lüge über Tamaras Herkunft kam. Barbara erklärt, es sei geschehen, um ihre eigenen Biografien vor Interpretation zu schützen, und um Tamara eine eigene Geschichte zu geben, „und wir wollten, dass sie stimmt.“
Die Geschichte trägt weitreichende autobiografische Züge des Regisseurs und Drehbuchautors Jonas Ludwig Walter, dessen (nicht leiblicher) Vater 2013 bei einem Verkehrsunfall ums Leben kam.

## Hintergrund und Produktion
Der Film hatte am 25. Januar 2023 Premiere beim 44. Filmfestival Max Ophüls Preis und wurde am 11. Dezember 2023 im ZDF ausgestrahlt. Linda Pöppel gewann den Preis für die beste darstellerische Leistung beim Neiße Filmfestival 2023. Für Pöppel war Tamara die erste Hauptrolle in einem Kinofilm, obwohl sie als langjähriges Ensemblemitglied am Deutschen Theater in Berlin bereits größere regionale Bekanntheit erlangt hatte. Linda Wendel und Jörg Witte empfänden enge Verbundenheit mit ihren Figuren (Barbara und Karl), weil der Film so viel von ihnen selbst hätte, so die beiden in Filmgesprächen und Interviews. Es sei Walter in der Besetzung wichtig gewesen, dass beide ihre eigenen Lebenserfahrungen in der DDR und danach in den Film eingebracht hätten.
Tamara wurde produziert von Jost Hering Filme in Koproduktion mit ZDF Das kleine Fernsehspiel und der Filmuniversität Babelsberg Konrad Wolf, gefördert von mbb. Er wurde im Frühjahr 2021 unter Corona-Bedingungen in Brandenburg, vor allem in Nauen und Werder sowie Mecklenburg-Vorpommern gedreht. Es handelt sich um den Abschlussfilm des Regisseurs an der Filmuniversität Babelsberg.
Kamera führte Yuri Salvador, der anamorphe Objektive im Bildverhältnis 2,35:1 verwendete. Die Musik stammt von Bertolt Pohl, u. a. für den Titelsong, gesungen von Uschi Brüning.

## Rezeption und Einordnung
Der Film ist ein Familiendrama. Er erzählt vordergründig eine Familiengeschichte, die aber deutlich in gesellschaftspolitische Themen eingebettet ist. So widmet sich Tamara der sogenannten Nachwendegeneration, also jüngeren Ostdeutschen, die die DDR kaum oder gar nicht mehr erlebt haben, aber in Ostdeutschland in entsprechendem Umfeld sozialisiert wurden. Gesellschaftliche Themen, etwa, wer wessen Geschichte erzählt und was Abstammung und Prägung bedeuten, spiegeln sich in den Familienbeziehungen, besonders durch die getrennte biologische und soziale Vaterschaft.
Erzählt wird eine intellektuelle Familie in einer Kleinstadt: Barbara hat einst das Kulturhaus „Theater der Freundschaft“ des Ortes geleitet und arbeitet heute als Friedhofsgärtnerin. Der Vater Karl ist Tonmann. Besonderen Wert wurde auf die Ausstattung der Wohnung gelegt, in der sich regalweise Bücher aus DDR-Zeiten, Schallplatten und Geschirr von Hedwig Bollhagen finden, die das Mindset und den Stand der Familie erkennbar machen. Es ginge nicht darum, sagt die Mutter einmal, all die Bücher erneut zu lesen, sondern welche Gedanken sie um sich herum habe. Entsprechend zitiert sie beispielsweise Christa Wolf und Volker Braun. Für das Szenenbild war Carl Seifert verantwortlich.
Walter sei wichtig gewesen, verschiedene Biografien aus unterschiedlichen Generationen zu erzählen, um die Unterschiedlichkeit der Figuren und ihrer Blickwinkel hervorzuheben, auch in Bezug darauf, was die Wiedervereinigung 1990 für sie bedeutete. So beschreibt Tamaras älterer Jugendfreund Rico, der zur Wende etwa 15 Jahre alt gewesen sein muss und danach Kontakt zu Neonazi-Gruppen hatte, dass es für ihn „90 erst richtig losging“, doch „für Vater war’s das Ende.“ Sein Vater, ein Bauingenieur, habe nach dem Krieg an die Möglichkeit einer neuen Welt geglaubt und sich daran festgehalten: „Sozialismus. Nie wieder Krieg!“ Rico erklärt sich daraus die distanzierte Beziehung der beiden Männer.
Im Film nimmt das Thema der rückübertragenen Grundstücke unter der Maßgabe „Rückgabe vor Entschädigung“ eine wichtige Rolle ein. Regisseur Walter hebt im Gespräch hervor, dass es bisher kaum filmisch erzählt worden sei, obwohl es den Einheitsprozess stark beeinflusst habe. Jonas Walter betont weiter, dass das Thema das Normativ eines westdeutschen Blickes auf die Geschichte und Gesellschaft beispielhaft deutlich werden ließe. Er plädiert für eine Geschichtserzählung, die die Geschichte Deutschlands als eine gemeinsame begreife, statt eine westdeutsche Haupterzählung mit der Sonderform DDR und migrantischen Nebensträngen. So würde Raum geschaffen für neue Ideen, es würden Perspektiven eröffnet. Da er die Wende als Kind erlebt habe, so Walter, habe er vor allem die emotionalen Konsequenzen wahrgenommen. Im Schulunterricht sei ihm dann die Diskrepanz zwischen dem Geschichtsbuch und seiner Familiengeschichte aufgefallen. Ähnlich drückt es Tamara ihrer Mutter Barbara gegenüber aus.
In Artikeln und Interviews wird neben den „wunderbaren Dialoggefechten“ (Patrick Wellinski auf DLF Kultur) die Vielschichtigkeit des Filmes hervorgehoben (Marion Brasch auf radioeins), sowie seine Relevanz durch einen neuen Blickwinkel: „Filmemacher:innen, die in der DDR geboren wurden, sie aber kaum noch selbst erlebt haben, erzählen Familiengeschichten nun aus ihrer Perspektive, ohne plakative Ostklischees“, so die Programmleiterin des Filmfestivals Max-Ophüls-Preis, Carolin Weidner. Andere betonen die Verbindung der autobiografischen Geschichte mit gesellschaftlichen Themen, so Nils Husmann in Chrismon.
Die Laudatio von Laura Laabs auf dem Filmkunstfest Mecklenburg-Vorpommern schloss mit dem Satz: „Letztendlich schlägt der Film eine gesellschaftliche Umverteilung vor. Das ist poetischer Radikalismus.“

## Auszeichnungen
- 2023: Förderpreis „Gedreht in MV“, Filmkunstfest Mecklenburg-Vorpommern, Schwerin

- 2024: Grimme-Preis in der Kategorie „Fiktion“